# Elena Iagărová
Elena Iagărová (* 16. ledna 1975, Brašov) je bývalá rumunská atletka, běžkyně, halová mistryně Evropy v běhu na 1500 metrů.

## Sportovní kariéra
V roce 2002 vybojovala stříbrnou medaili v běhu na 1500 metrů na evropském halovém šampionátu. V roce 2005 se stala halovou mistryní Evropy na této trati. Dalších úspěchů na mezinárodních soutěžích už nedosáhla, v roce 2008 byla pozitivně testována na EPO.